# Бурзян-Елга
Бурзя́н-Елга́ (баш. Бөрйәнйылға) — деревня в Баймакском районе Республики Башкортостан Российской Федерации. Входит в состав Ишбердинского сельсовета. 

## География

### Географическое положение
Расстояние до:
- районного центра (Баймак): 72 км,
- центра сельсовета (Ишберда): 12 км,
- ближайшей железнодорожной станции (Сибай): 100 км.

## Население
| 2002 | 2009 | 2010 |
| ---- | ---- | ---- |
| 114  | ↗126 | ↘119 |

Согласно переписи 2002 года, преобладающая национальность — башкиры (98 %).